# Blankenburg (Harz)
Blankenburg (Harz) – miasto w Niemczech, w kraju związkowym Saksonia-Anhalt, w powiecie Harz.
1 stycznia 2010 miasto powiększyło swój obszar o ponad 100 km² włączając w swoje granice gminy Cattenstedt, Heimburg, Hüttenrode, Wienrode, Timmenrode i miasto Derenburg. Tego dnia rozwiązano również wspólnotę administracyjną Blankenburg, której miasto było siedzibą.
W mieście rozwinął się przemysł metalowy, drzewny oraz odzieżowy, jest stacja kolejowa Blankenburg.

## Współpraca
Miejscowości partnerskie:
- Georgsmarienhütte, Dolna Saksonia
- Herdecke, Nadrenia Północna-Westfalia
- Meerbusch, Nadrenia Północna-Westfalia
- Wolfenbüttel, Dolna Saksonia
- Ostrzeszów, Wielkopolska, Polska